# Geometría afín
En la matemática, la geometría afín es el estudio de las propiedades geométricas que permanecen inmutables bajo las 
transformaciones afines, como por ejemplo las transformaciones lineales no singulares y traslaciones. El nombre de geometría afín así como el de geometría proyectiva y geometría euclídea se sigue naturalmente del programa Erlangen de Felix Klein.
La geometría afín es un tipo de geometría donde la noción de ángulo está indefinida y las distancias no pueden ser comparadas en diferentes direcciones, es decir, el tercer y cuarto postulados de Euclides son ignorados. Muchas de las propiedades afines son familiares de la geometría euclidea, pero además aplicables a un espacio de Minkowski. Esas propiedades de la geometría euclidea que son preservadas por una proyección paralela de un plano a otro son afines. De hecho, la geometría afín es una generalización de la geometría euclídea caracterizada por una distorsión en la escala e inclinación. La geometría proyectiva es más general que la afín dado que esta puede ser derivada del espacio proyectivo mediante una "especialización" de cualquier plano.
En el lenguaje del Programa de Erlangen de Felix Klein, la simetría geometría afín viene dada por el grupo de afinidades, es decir, el grupo de transformaciones generadas por las transformaciones lineales de un espacio vectorial en sí mismo mediante la traslación por un vector.
La geometría afín puede ser desarrollada con la base de un álgebra lineal. Se puede definir el espacio afín como un conjunto de puntos equipados con un conjunto de transformaciones que forma el grupo aditivo de un espacio vectorial sobre un cuerpo dado, y tal que para cualquier par de puntos existe una única traslación que lleva el primero al segundo. En términos más específicos, se tiene una operación que asocia a cualquier par de puntos un vector, de modo que este da una traslación de un punto al otro, cuya operación verifica unos ciertos axiomas. Tomando cualquier punto como el origen, el resto de puntos están univocamente correspondidos con un vector, esto permite caracterizar el espacio afín con su espacio vectorial asociado ignorando el origen.

## Historia
Euler introdujo el término afín. Solo después del programa Erlangen de Felix Klein se reconoció la geometría afín como una generalización de la geometría euclídea.

## Axiomas de la geometría afín
Un tratamiento axiomático del plano afín puede ser construido a partir de los axiomas de la geometría ordenada, añadiendo dos axiomas adicionales. 
1. Postulado de las paralelas: Dado un punto A y una recta r que no pasa por A, existe a lo sumo una recta que pasa por A y no corta a r.

1. (Teorema de Desargues): Dados siete puntos distintos A, A', B, B', C, C', O, tales que AA', BB' y CC' son rectas distintas que pasan por O y AB es paralelo a A'B' y BC es paralelo a B'C', entonces AC es paralelo a A'C'.

El concepto afín del paralelismo forma una relación de equivalencia entre rectas. Dado que los axiomas de la geometría ordenada presentados aquí incluyen propiedades que implican la estructura de los números reales, tales propiedades son la axiomatización de la geometría afín sobre el cuerpo de los números reales.